# خليل إبراهيم (طبيب)
خليل إبراهيم (1957-24 ديسمبر 2011) كان سياسي سوداني وقائد حركة العدل والمساواة المتمردة في إقليم دارفور غربي السودان. قتل على يد القوات المسلحة السودانية على حدود شمال كردفان.

## النشأة
ولد خليل إبراهيم في قرية الطينة غرب دارفور على الحدود مع تشاد، وينتمي لقبيلة الزغاوة. في العقد الرابع من عمره، وهو أب لبنين وبنات. تلقى خليل تعليمه الابتدائي والإعدادي في قرية الطينة، ثم تعليمه الثانوي في مدرسة الفاشر الثانوية، ثم تخرج في كلية الطب بجامعة الجزيرة عام 1984.

ويقال ان لديه صلة قرابة دم مع الرئيس التشادي ادريس ديبي ولذلك يتم اتهامه بانه يلقى الدعم المالي والعسكري من حكومة ديبي وهو ما ظل ينفيه.
هاجر خليل إلى السعودية للعمل فيها، لكنه عاد إلى السودان بعد وصول الرئيس السوداني عمر البشير إلى الحكم في منتصف العام 1989. وينتمي خليل إبراهيم إلى الحركة الإسلامية السودانية منذ ان كان طالباً، فيما يعرف بين طلاب المدارس الثانوية والجامعات السودانية بالاتجاه الإسلامي. عاد إلى الخرطوم ليعمل مع مجموعته التي استولت على السلطة، واختار العمل في مستشفى أم درمان التي قدم إليها مرة أخرى، لكن هذه المرة جاءها بقواته من دارفور.
وخليل المتزوج من قرية ود ربيعة بالجزيرة وسط السودان لديه عدد من الأبناء والبنات يدرسن في المدارس والجامعات السودانية أكبرهم في كلية القانون بجامعة الخرطوم. يقول عنه الناطق الرسمي باسم حركة العدل والمساواة أحمد حسين انه من القيادات الشابة التي لديها رؤية ثاقبة في قضايا المهمشين، وانه قدم العديد من المشروعات خلال عمله في الحكومة الولائية بدارفور. وأضاف «لقد ظل خليل يردد ان الحركة الإسلامية هربت من مسؤولياتها عن المواطن البسيط بعد وصولها للسلطة ولذلك فقدت الشرعية».

## الحياة العملية
- عمل وزيرا للتربية والتعليم بولاية شمال دارفور.
- عمل مستشارا لحكومة بحر الجبل، حتى قدّم استقالته عام 1999م
- عمل وزيرا للصحة بشمال دارفور.
- عمل وزيرا للشئون الهندسية بولاية النيل الأزرق.
- توفى يوم 25\12\2011 اثر إلى قصف جوى هو وقواته في قرية ودبندة شمال كردفان

## الحياة السياسية
بدأ خليل إبراهيم نشاطه السياسي العملي مع حكومة البشير في أوائل التسعينات، وبعد فترة عمله في مهنة الطب، تم تعينه وزيراً للصحة في حكومة ولاية دارفور الكبرى، قبل تقسيمها إلى ثلاث ولايات، ثم وزيراً للتعليم، ونقل إلى ولاية النيل الأزرق ـ جنوب شرق السودان ـ مستشاراً في حكومة ولايتها، ونقل كذلك للعمل مع حكومة تنسيق الولايات الجنوبية.
يقول عنه زملاؤه في الحركة الإسلامية انه كان اميراً للمجاهدين في فترة الحرب الأهلية بالجنوب التي اعلنت فيها حكومة البشير الجهاد على الجيش الشعبي والحركة الشعبية لتحرير السودان التي كان يقودها الراحل الدكتور جون قرنق، غير ان أحد المقربين لخليل ينفي ذلك، ويقول ان جهاز الأمن والمخابرات الوطني هو من أطلق هذه الشائعات لتشويه صورة خليل، لوقف أي تقارب محتمل مع الحركة الشعبية، إلى جانب تشويه صورته للرأي العام الدولي خاصة الولايات المتحدة وبريطانيا. ويمضي أكثر من ذلك ليقول «لقد دفعوا أموالا لشركات العلاقات العامة لتشويه صورة خليل.

## حركة العدل والمساواة
إنضم خليل إبراهيم للحركة الإسلامية منذ كان في الثانوية، ثم أصبح أحد قياداتها في دارفور. وفيما بين عامي 1989 و1999 كان قائدا بارزا في قوات الدفاع الشعبي التي شكلتها ثورة الإنقاذ، وهي ميليشيا شعبية حاربت في الجنوب، ولُقب حينها بـ«أمير المجاهدين في الجنوب».
- من عملياته الشهيرة اعتقال يحيى بولات، وهو كادر إسلامي دارفوري انشق عن الحركة الإسلامية عام 1993 وانضم لصفوف الحركة الشعبية لتحرير السودان، بزعامة الراحل جون جارنج الجنوبية المتمردة حينها.
- حين حدث الانشقاق في صفوف الإسلاميين بين الرئيس عمر البشير وبين الترابي، كان خليل أحد ثمانية من أبناء الحركة الإسلامية الذين انحازوا للترابي.
- وبحكم العلاقة الوثيقة بينهما، فإنه دائما ما يرى المراقبون أن خليل يعول على الترابي لكي يكون منبرا في الخرطوم لمطالب الدارفوريين.
- انفصل عن النظام الحاكم في عام 1999، وفي نفس العام أصدر مؤلفا بعنوان «الكتاب الأسود» تم توزيعه سرا، ولم يكن يحمل اسم مؤلفه.
ويحتوي الكتاب على تقويم عرقي للوظائف والمناصب العليا بالسودان، واتهامات بأن مجموعة سكانية صغيرة تسيطر على البلد، وأن سكان أغلب المناطق، وعلى رأسها دارفور، مهمشون.
وبحسب الكتاب فإن 800 من أصل 887 وظيفة حينها يشغلها موظفون شماليون. وقد اتُهم الترابي وأنصاره بتأليف الكتاب حتى أكد خليل أنه هو من أصدره.
- أصدرت حركة العدل والمساواة بيانها التأسيسي في عام 2001، ثم بدأت في فبراير 2003 نشاطها العسكري إلى جانب حركة تحرير السودان.
- حركته ذات توجه إسلامي، ومعظم أنصارها من القبائل الإفريقية، خاصة الزغاوة، ثم السنار والمساليت.
- تعد الحركة ثاني أهم تشكيلة سياسية عسكرية في دارفور بعد حركة تحرير السودان، وإذا كان «الفور» هم من أسس حركة التحرير، فإن أبناء «الزغاوة» هم من أسسوا حركة العدل.
وينتمي الرئيس التشادي إدريس ديبي إلى قبيلة الزغاوة أيضا؛ لذلك تتهمه السودان بدعم متمردي دارفور، خاصة الهجوم الأخير لحركة العدل والمساواة على الخرطوم.
- يتولى شقيقه الأكبر جبريل إبراهيم -وهو حاصل على الدكتوراه في الاقتصاد- منصب مستشار رئيس حركة العدل والمساواة للشئون المالية والاقتصادية.
- تتهم العدل والمساواة حكومة الخرطوم بالانحياز إلى القبائل العربية في دارفور، وإهمال تنمية الإقليم، فضلا عن اتهامها برعاية وتسليح ميليشيات «الجنجويد» العربية التي تقوم بأعمال نهب مسلح في دارفور، بحسب الحركة.
- ومن أقوال د. خليل التي تلخص مطالب العدل والمساواة: «حركتنا ليست انفصالية، ونطالب فقط بتوزيع عادل للسلطات والثروات، وليست لدينا مشكلة دين فنحن مسلمون، وليست لدينا مشكلة هوية ولا قضية عنصرية، قضيتنا هي قسمة السلطة والثروة بعدالة ومساواة»، «سنطالب بالانفصال (عن الخرطوم) إذا لم نتوصل إلى اتفاق»، «حدود دارفور تشمل أم درمان ودنقلا وكوستي والحدود المصرية».
- في مايو 2006 وقعت الحكومة السودانية وجناح مينو أركوا ميناوي بحركة تحرير السودان اتفاقية أبوجا للسلام في دارفور، لكن خليل إبراهيم رفض الانضمام للاتفاقية، معتبرا أنها لا تلبي مطالب حركته، كما رفضها أيضا جناح عبد الواحد نور بحركة التحرير.
وتكتلت حركة العدل والمساواة مع الحركات الأخرى الرافضة لاتفاق أبوجا في «الجبهة الوطنية للخلاص» المناهضة للخرطوم.
- ويؤكد خليل أن لـ«شعب دارفور مطالب متواضعة وموضوعية لا هامش للتنازل عنها»، وهي: حكم ذاتي إقليمي، ونائب لرئيس الجمهورية من أهل دارفور، ومشاركة في السلطة بحجم سكان الإقليم على مستوى القطر كله، وإذا لم يكن رئيس الجمهورية من دارفور، يكون محافظ العاصمة القومية من أبناء الإقليم.

## مصرعه
بعد اندلاع ثورة 17 فبراير في ليبيا غادر خليل إبراهيم ملجأه في ليبيا قافلا إلى السودان ولم تمض عدة شهور حتى قتل هو ومعه نخبة قادة قواته في منطقة ود بندة في ولاية شمال كردفان يوم الأحد 25 ديسمبر 2011.